# Myrtlewood (Alabama)
Myrtlewood é uma cidade  localizada no estado americano do Alabama, no Condado de Marengo.

## Demografia
Segundo o censo americano de 2000, a sua população era de 139 habitantes.
Em 2006, foi estimada uma população de 135, um decréscimo de 4 (-2.9%).

## Geografia
De acordo com o United States Census Bureau, a localidade tem uma área de 6,7 km², sem área coberta por água.

## Localidades na vizinhança
O diagrama seguinte representa as localidades num raio de 32 km ao redor de Myrtlewood.